# جراحی زنان و زایمان

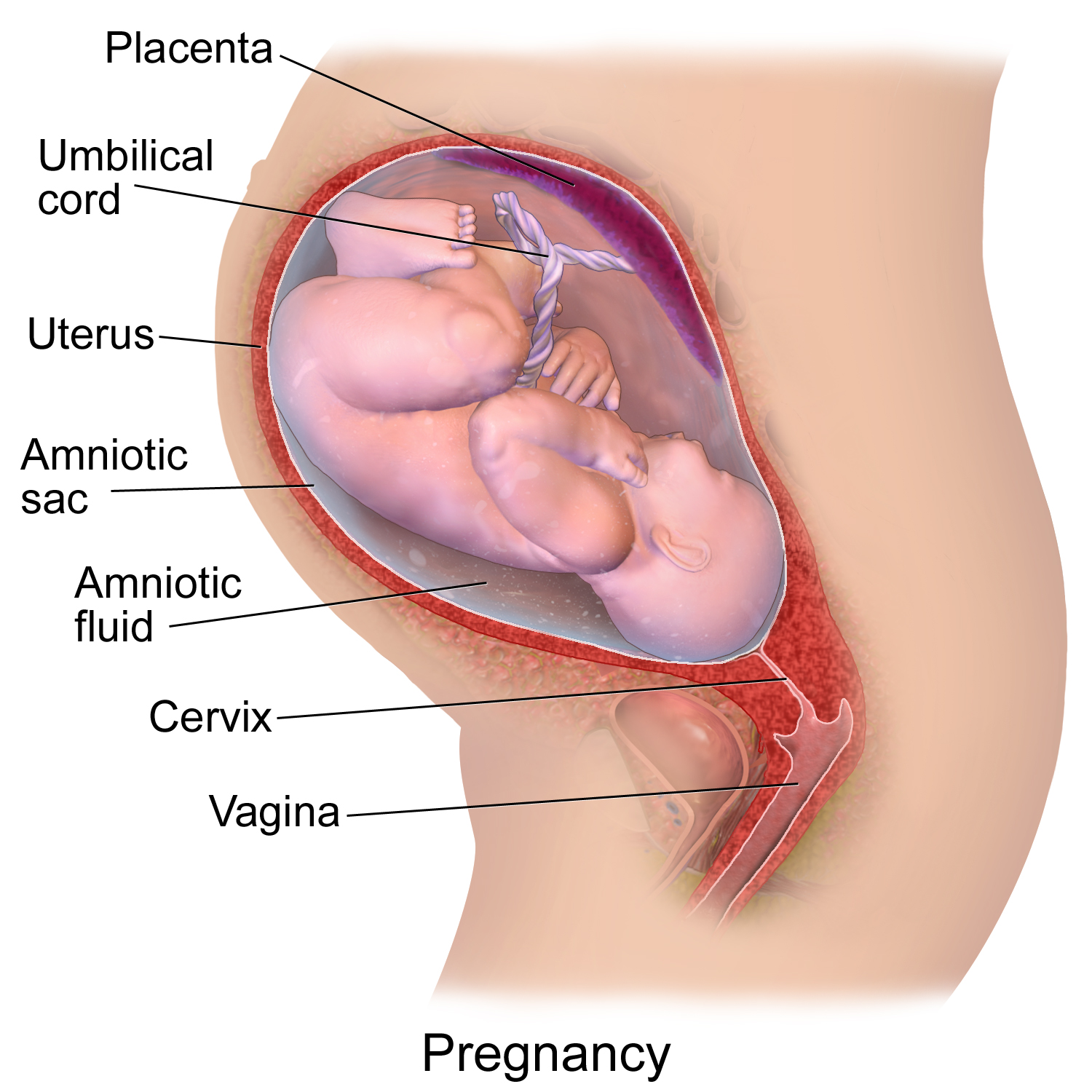
تصویری از آناتومی بدن زنان باردار

جراحی زنان و زایمان (به انگلیسی: Obstetrics and gynaecology) به اختصار OB/GYN یکی از شاخه‌های پزشکی است، که به بیماری‌های مرتبط با دستگاه تولید مثل زنان و مراقبت مادران باردار و زایمان و حوالی آن می‌پردازد. امروزه جراحی زنان یکی از رشته‌های تخصصی پزشکی است که پزشکان علاقه‌مند در یک دوره چهار ساله طی می‌کنند. زنان به دلیل تغییراتی که در زندگی متحمل می‌شوند، نیازهای مراقبتی ویژه‎ای دارند. متخصص و جراح زنان و زایمان این امکانات را برای بیماران فراهم می‌کند.

## تاریخچه
جی ماریون سیمس (۱۸۸۳–۱۸۱۳) جراح آمریکایی به عنوان پدر ژنیکولوژی جدید در نظر گرفته می‌شود.

## برنامه درسی
این رشته شامل موارد جراحی و غیر جراحی است. مباحث این رشته مربوط به سه دوره قبل از بلوغ، دوره باروری و دوره بعد از یائسگی می‌باشد. در حال حاضر این رشته در دوره‌های چهار ساله در ایران ارائه می‌شود. معمولاً دانش‌آموختگان این رشته مهارت‌های یک ماما را هم دارند.

## بیماری‌های اصلی
بیماری‌ها و شرایط شایعی که مربوط به یک متخصص زنان و زایمان می‌شود عبارتند از:
1. سرطان‌های دستگاه تولید مثل در زنان
2. بی‌اختیاری ادرار در زنان (همپوشانی با اورولوژی)
3. زایمان
4. نازایی
5. عفونت‌های دستگاه تولید مثل در زنان
6. آمنوره و دیسمنوره
7. جراحی زیبایی واژن